# Det kristendemokratiske parti i Chile
Det Kristendemokratiske Parti i Chile [spansk: Partido Demócrata Cristiano (PDC)) er et kristendemokratisk og socialdemokratisk parti i Chile. 
Partiet er med i den ledende koalition i Chile, Koalitionen for demokrati"